# Clusia mutica
Clusia mutica är en tvåhjärtbladig växtart som beskrevs av Bassett Maguire. Clusia mutica ingår i släktet Clusia och familjen Clusiaceae. Inga underarter finns listade i Catalogue of Life.